# Andrea Salvadori (musicista)
Andrea Salvadori (Volterra, 6 agosto 1974) è un musicista e compositore italiano.

## Biografia
Dal 1999 collabora come chitarrista e arrangiatore con Ginevra Di Marco. Ha inoltre curato numerosi progetti teatrali in qualità di drammaturgo musicale, dapprima con Fabrizio Crisafulli e poi con Armando Punzo, con cui collabora stabilmente agli spettacoli della Compagnia della Fortezza, progetto di laboratorio teatrale della casa di reclusione di Volterra. Proprio per le musiche di uno degli allestimenti della Compagnia della Fortezza, Beatitudo, Andrea Salvadori ha ottenuto nel 2018 il Premio Ubu per il miglior progetto musicale.

## Discografia parziale
- Hamlice, musiche sulla fine di una civiltà  (2013)
- Mercuzio non vuole morire (2013)
- Santo Genet (2014)